# 827 до н. е.

## Події
Ашур-дані-аплу (Сарданапал), старший син царя Салманасара ІІІ, очолив повстання ассирійських міст проти царя. Салманасар доручив наступнику трону Шамші-Ададу придушити повстання.
Елі-Баал, правитель Біблу.
Сюань-ван (宣王), цар династії Чжоу в Китаї.